# Iman Tekle
Iman Tekle (* 1995 in Asmara, Eritrea) ist eine deutsche Schauspielerin.

## Leben
Iman Tekle wurde in Asmara geboren und wuchs in Köln auf.
Sie absolvierte ihre professionelle Schauspielausbildung von 2017 bis 2021 am Mozarteum in Salzburg. Als Theaterschauspielerin sammelte sie Erfahrungen bei den Salzburger Festspielen, am Volkstheater Wien, am Schauspielhaus Graz, am Theater Dortmund und Schauspiel Hannover. Seit der Spielzeit 23/24 ist sie am Deutschen Theater Berlin als auch auf der Volksbühne Berlin zu sehen. Seit 2022 steht sie auch als Schauspielerin vor der Kamera.
Iman Tekle lebt in Berlin. Neben ihren Muttersprachen Tigrinya und Deutsch spricht sie Englisch, Französisch, Arabisch und Italienisch.

## Filmografie
- 2022: Terradread (Kurzfilm)
- 2023: Angst haben sie alle
- 2023: Gong! Mein spektrakuläres Leben
- 2024: Tatort: Unter Gärtnern